# 超硬材料
超硬材料（Superhard Material）是指硬度特別高的材料，可分為天然以及人造兩種，前者主要包括天然的钻石（金剛石）、黑鑽石，後者則包括聚合钻石纳米棒(ADNR)、化學氣相沉積金剛石(CVDD)、石墨烯，以及现在研究较多的多晶立方氮化硼(PCBN)等。
六方金剛石原本在隕石中發現，人工合成的六方金剛石硬度能超過鑽石。碳炔(Carbyne)是目前理論上最硬的材料，硬度高過於所有碳的同素異形體。